# Combosclera
Combosclera là một chi bướm đêm thuộc phân họ Tortricinae của họ Tortricidae.

## Các loài
- Combosclera cingens Razowski, 1999